# 宜宾站
宜宾站，曾称为新宜宾站，2023年7月15日起取代旧宜宾站启用该名称，是成宜高速铁路和渝昆高速铁路上的一座车站，是宜宾铁路枢纽的重要组成部分。车站位于宜宾叙州区南部新区规划新政务中心后，七星山下，靠近金沙江大道，距离成贵高速铁路宜宾西站大约4公里。
2023年12月26日，本站随成宜高速铁路开通而投入使用。2024年9月29日，渝昆高速铁路开通至本站。